# Carlo Gambarotta
Carlo Gambarotta (Genova, 1919. március 21.– Genova, 2004. október 23.) olasz nemzetközi labdarúgó-játékvezető.

## Pályafutása

### Nemzetközi játékvezetés
| Időpont              | Helyszín                  | Esemény | Mérkőzés                    | Eredmény | Nézők száma |
| -------------------- | ------------------------- | ------- | --------------------------- | -------- | ----------- |
| 1962. november 13.   | Partizan Stadion, Belgrád | VVK     | FK Crvena zvezda–Rapid Wien | 1 : 0    | 6 200       |
| 1963. szeptember 25. | Maksimir Stadion, Zágráb  | VVK     | NK Trešnjevka–Belenenses    | 0 : 2    | 2 100       |

### NB. I-es mérkőzés
| Időpont           | Helyszín             | Mérkőzés     | Eredmény | Nézők száma |
| ----------------- | -------------------- | ------------ | -------- | ----------- |
| 1963. március 30. | Megyeri út, Budapest | Újpest–Vasas | 2 : 0    | 25 000      |